# Midtown Madness
Midtown Madness er et computerspil fra Microsoft. Midtown Madness-spillene skildte sig ved deres udgivelse ud ved, at der var stort set nøjagtige gengivelser af hele byer. Spilleren kunne herefter køre frit rundt, eller deltage i diverse racerløb. I første udgivelse kunne man spille i Chicago og i anden udgivelse kunne man vælge mellem San Francisco eller London. En tredje udgivelse, der dog kun findes til Xbox, kan man spille i Washington D.C. og Paris. Ydermere findes der en række kendte biler i spillet, der bliver tilgængelige jo længere man kommer i hovedspillet.